# ليمور أحمر البطن
ليمور أحمر البطن أو هبّار أحمر البطن (الاسم العلمي: Eulemur rubriventer)، نوع من الرئيسيات يتبع جنس الليمور الحقيقي وفصيلة الليموريات. يستوطن الغابات المطيرة في شرق مدغشقر.